# Millery (Côte-d’Or)
Millery település Franciaországban, Côte-d’Or megyében. Lakosainak száma 417 fő (2022. január 1.). Millery Champ-d’Oiseau, Semur-en-Auxois, Vic-de-Chassenay, Villaines-les-Prévôtes, Genay és Lantilly községekkel határos.

## Népesség
A település népességének változása:
| Lakosok száma | 207  | 281  | 344  | 371  | 374  | 382  | 386  | 397  | 405  | 417  |
|               | 1968 | 1982 | 1990 | 2006 | 2013 | 2015 | 2017 | 2019 | 2020 | 2022 |